# Hernando Viñes
Hernando Viñes Soto, né le 20 mai 1904 à Paris et mort le 24 février 1993 dans la même ville, est un peintre franco-espagnol. Il fait partie de la nouvelle École de Paris.

## Biographie

### Apprentissage
Il est le fils d'un ingénieur français d'origine catalane et de María Soto (fille d'un ex-président du Honduras et d'une native guatemalteque), et le neveu du pianiste Ricardo Viñes.
Avec l'éclatement de la Première Guerre mondiale, les Viñes abandonnent Paris et après avoir traversé plusieurs régions de France, ils s'installent à Madrid. Une visite au musée du Prado lorsqu'il a douze ans et le soutien de sa mère déterminent sa vocation. Ainsi, quand il revient à Paris en 1919, il présente ses travaux à Picasso, qui lui conseille d'entrer à l'Ateliers d'art sacré, fondée par Maurice Denis et George Desvallières. Plus tard, il assiste également aux classes d'André Lhote et travaille dans le studio de Gino Severini. En 1922, il visite l'Abbaye Saint-Dominique de Silos avec son père.

### Carrière professionnelle
En 1923, il participe comme décorateur à la création mondiale des Tréteaux de Maître Pierre de Manuel de Falla et expose pour la première fois au Salon d'automne de Paris et devient proche de Manuel Ángeles Ortiz, qui le fait entrer dans le cercle des poètes espagnols qui s'appellerait l'École de Paris, avec notamment Joaquín Peinado (avec qui il partage un studio), Celso Lagar, Francisco Cossio, Ismael de la Serna et Francisco Bores. Il exposera régulièrement avec eux dans les galeries Percier et Max Berger.
En 1931, il se marie avec Lulú Jourdain (fille du décorateur, écrivain et homme politique Francis Jourdain), qui deviendra sa muse et modèle habituel. Le 13 mai 1936, Lulú et Hernando célèbrent un grand dîner d'adieu à l'Hostal Cervantes de Madrid, auquel assistent, entre autres Luis Buñuel, les frères Francisco et Federico García Lorca, Rafael Alberti, Miguel Hernández, Pablo Neruda, María Teresa León, José Caballero et Pepín Bello. Deux mois plus tard, éclate la Guerre civile espagnole. Viñes participe aux activités antifranquistes et est l'un des artisans du Pabellón de la República Española (es).
En automne 1939, aussitôt leur fille Nina née, Hernando et Lulú doivent fuir la Paris occupée par les allemands et se réfugier à Saint-Jean-de-Luz, à la frontière franco-espagnole.
Sa riche peinture colorée fauviste devient nécessairement intimiste. Bien qu'en 1946 il participe avec Francisco Bores, Óscar Domínguez, Ginés Parra, José Palmeiro, Joaquín Peinado et Pablo Picasso, à l'exposition Arte de la escuela republicana dans le Palais Manés de Prague, il se voit obligé de donner des cours de guitare pour survivre, entre 1948 et 1963.
Son retour à la vie artistique arrive avec la rétrospective de son œuvre organisée par le musée d'art moderne de Madrid en 1965. Dès lors, les expositions se succèdent.
En 1985, il reçoit la Médaille d'or du mérite des beaux-arts par le Ministère de l'Éducation, de la Culture et des Sports.
La même année, il se soumet à une opération pulmonaire à Paris avant d'y mourir en 1993 à 88 ans.
Son œuvre est conservée au Centre Pompidou de Paris ; au Musée Reina Sofía de Madrid ; aux musées de Castres et Albi ; au Musée national de Prague ; au Musée d'art de Tel Aviv en Israël ; ainsi que dans plusieurs institutions d'Amérique latine et des États-Unis.